# Balcani
Balcani là một xã thuộc hạt Bacău, România. Dân số thời điểm năm 2002 là 8059 người.